# Васютін (Філюшкін) Василь Пилипович
Василь Пилипович Васютін (Філюшкін) (21 лютого 1900, село Старе Крюково Сапожковського повіту Рязанської губернії, тепер Рязанської області, Російська Федерація — липень 1979, місто Москва, тепер Російська Федерація) — радянський партійний та комсомольський діяч, 1-й секретар ЦК ЛКСМ України, професор. Член Центральної контрольної комісії РКП(б) у 1924—1925 роках. Кандидат у члени ЦВК СРСР.

## Біографія
Народився в бідній селянській родині. У 1908 році переїхав з батьками до Санкт-Петербурга, а в 1909 році — до Одеси. У 1913—1918 роках працював котельником на судноремонтному заводі «РОПіТ», потім був слюсарем в Одесі. У 1915 році закінчив чотири класи початкової школи. 
У 1917 році брав участь у створенні Спілки соціалістичної робітничої молоді в Одесі. У 1918 році служив у Червоній гвардії, брав активну участь у більшовицькому заколоті січня 1918 року. 
Член РКП(б) з лютого 1918 року. У 1918—1919 роках — один із керівників комсомольського підпілля в Одесі.
У 1918—1921 роках — секретар Пересипського районного комітету Комуністичної спілки молоді міста Одеси, секретар Одеського губернського комітету Комуністичної спілки молоді України, також очолював комсомольські організації в містах Донбасу. 
З вересня 1921 по грудень 1922 року — завідувач економічно-правового відділу ЦК РКСМ у Москві. Одночасно з 23 грудня 1921 по липень 1924 року — член Бюро ЦК РКСМ.
У грудні (за іншими даними — жовтні) 1922 — липні 1923 року — 1-й секретар ЦК КСМ України.
У липні 1923 (за іншими даними — 5 квітня 1924) — 12 липня 1924 року — 2-й секретар ЦК РКСМ.
Одночасно 4 вересня 1923 — 2 червня 1924 року — голова Центрального бюро юних піонерів РКСМ.
У 1924—1925 роках — слухач курсів марксизму-ленінізму при Комуністичній академії. 
У 1925—1930 роках — студент економічного факультету Інституту Червоної професури при ВЦВК.
З 1930 по 1933 рік — директор Інституту промислово-економічних досліджень ВРНГ СРСР — Державної планової комісії при Раді праці та оборони СРСР.
У 1933—1934 роках — заступник голови, в 1934—1935 роках — перший заступник голови Державної планової комісії при РНК Казакської АРСР.
У 1935—1936 роках — голова Омської обласної планової комісії та заступник голови виконавчого комітету Омської обласної ради.
У 1936—1939 роках — начальник відділу розміщення продуктивних сил союзних республік Державної планової комісії при РНК СРСР.
З 1939 по 1957 рік працював завідувачем відділів у Інституті географії та економіки Академії наук СРСР. 
З 1957 року — керівник Міжнародної економічної комісії Ради економічної взаємодопомоги (РЕВ).
З 1959 по 1975 рік — професор кафедри політичної економії Вищої партійної школи при ЦК КПРС.
З 1975 року — персональний пенсіонер союзного значення в Москві.
Помер у липні 1979 року в Москві. Похований на Новокунцевському цвинтарі Москви.
Автор підручника «Економічна географія СРСР» (частини 1—2, 1940, співавтор та редактор).

## Нагороди
- орден Леніна
- орден «Знак Пошани»
- орден Дружби народів
- медалі